# Cratere Frosya
Frosya  è un cratere sulla superficie di Venere.